# The Yellow Claw
The Yellow Claw er en britisk stumfilm fra 1921 af René Plaissetty.

## Medvirkende
- Sydney Seaward som Dunbar
- Arthur M. Cullin som Dr. Cumberley
- Harvey Braban som Gaston Max
- Annie Esmond som Denise Ryland
- Norman Page som Soames
- Kitty Fielder
- Kiyoshi Takase som Ho-Pin